# غافين إيوينغ
غافين إيوينغ (21 يناير 1981 بهراري في زيمبابوي - ) (بالإنجليزية: Gavin Ewing)‏ هو لاعب كريكت زيمبابوي. لعب مع منتخب زمبابوي للكريكت وMatabeleland cricket team ‏.

## وصلات خارجية
- غافين إيوينغ على موقع إي آس بي آن كريك إنفو (الإنجليزية)